# Голос монстра (фільм)
«Голос монстра» (англ. A Monster Calls) — міжнародно-спродюсований драматичний фільм-фентезі, знятий Хуаном Антоніо Байоною за однойменним романом Патріка Несса. Світова прем'єра стрічки відбулась 10 вересня 2016 року на міжнародному кінофестивалі в Торонто, а в Україні — 2 березня 2017 року.

## Сюжет
Хлопчик Конор О'Меллі живе з хворою матір'ю, тому змушений багато турбуватися про себе сам. Він постійно втомлений, через що зазнає глузувань однокласників. Якось увечері Конор бачить, що старе тисове дерево за вікном — це Монстр. Чудовисько виходить із землі та прямує до хлопчика зі словами, що прийшло по нього. Монстр попереджає — щоночі він приходитиме й розповідатиме історію, а після третьої Конор мусить розповісти власну.
Хлопчик сумнівається було це правдою чи його фантазією. Наступного дня приходить його сувора бабуся, вона хоче забрати онука до себе, вважаючи життя з хворою матір'ю обтяжливим для нього. Вночі приходить Монстр і змушує Конора слухати свою історію про те, як він боровся зі своїми ворогами. Він показує королівство, король якого здобув мир для свого народу, однак втратив трьох синів у боротьбі з велетнями, драконами і чаклунами. Королева покинула його, лишивши з онуком. Після другого одруження монарх помер і на трон сіла його дружина-відьма, поки спадкоємець не виросте. Коли той закохався у простолюдинку, відьма вирішила насильно одружити його на собі, щоб утримати владу. Лиходійка вбила кохану принца, та тоді народ підняв бунт і Монстр відніс королеву за море. Адже він знав, що принц вбив свою кохану аби підняти народ на бунт. Конор не розуміє сенсу оповіді, позаяк в ній немає добрих і злих персонажів. Монстр пояснює — люди не бувають однозначно добрими чи поганими, після чого перетворюється назад на дерево.
Конор дізнається, що лікування не допомогло матері і його планує на якийсь час забрати до себе батько. Минає час і батько намагається розважити сина, але хлопчик роздратований неминучим переїздом до надто вимогливої бабусі. Конор випадково ламає бабусин годинник і тут Монстр приходить вдруге. Він розповідає про часи, коли 150 років тому в одному селі жив знахар. Місцевий пастор мав на своїй ділянці тисове дерево (Монстра), яке знахар хотів зрубати задля виготовлення ліків. Той не дозволяв зрубати дерево і на проповідях публічно зневажав знахаря, поки дві його доньки не захворіли. Пастор обіцяв проповідувати на його користь, але знахар відмовився. Тоді Монстр зруйнував пасторський будинок. Хлопчик обурений його вчинком, але Монстр пояснює, що пастор був людиною без віри і проповідував тільки те, що приносило вигоду йому самому. Чудовисько запрошує і Конора приєднатися до руйнації, та коли хлопчик отямлюється, то бачить, що розтрощив усе в бабусиному домі.
Хоча він усвідомлює, що зробив погано, його не карають, розуміючи його стан. Монстр приходить втретє, хлопчик просить його допомогти, проте Монстр не обіцяє напевне. В школі хуліган називає Конора непотрібним і згодом з'являється Монстр з історією про чоловіка, який нікому не був потрібний і ніхто його не помічав. Хлопчик нападає на хулігана і сильно його б'є, за що Конору загрожує виключення. Він відвідує матір, котра повідомляє, що ліки з тисового дерева не подіяли.
Монстр з'являється вчетверте, тепер Конор мусить розказати свою оповідь. Він бачить свій кошмар зі снів, де мати падає у безодню і її ніяк не вдається врятувати. Конор визнає, що не може врятувати матір і мусить змиритися з цим. Монстр говорить висновок з усіх чотирьох історій — що б хто не думав про інших людей і на що не сподівався, правда існує незалежно від цього і її лишається тільки прийняти.
Конор вирушає з бабусею в лікарню, дорогою вони вибачаються одне перед одним і миряться. Хлопчик приходить до матері попрощатися, Монстр спостерігає за цим і лишається таємницею існував він насправді, чи тільки в уяві.
Минає час і Конор оселяється у бабусі. Вона стала м'якшою та облаштовує для онука окрему кімнату, як і в будинку матері. Гортаючи альбом, що лишився по матері, хлопчик бачить в ньому малюнки історій, чутих від Монстра.

## У ролях
- Льюїс Мак-Дугалл — Конор О'Меллі
- Ліам Нісон — Монстр (голос)
- Том Голланд — Монстр (захоплення руху)
- Сігурні Вівер — бабуся Конора
- Фелісіті Джонс — мати Конора
- Тобі Кеббелл — батько Конора
- Джеральдіна Чаплін — завуч школи
- Джеймс Мелвілл — Гаррі, шкільний хуліган

## Виробництво
Зйомки фільму почались 30 вересня 2014 року.

## Нагороди та номінації
| Список нагород та номінацій      | Список нагород та номінацій | Список нагород та номінацій                  | Список нагород та номінацій             | Список нагород та номінацій | Список нагород та номінацій |
| Кінопремія                       | Дата церемонії              | Категорія                                    | Номінант(и)                             | Результат                   | Дж                          |
| -------------------------------- | --------------------------- | -------------------------------------------- | --------------------------------------- | --------------------------- | --------------------------- |
| Премія «Гойя»                    | 4 лютого 2017               | Найкращий фільм                              | «Голос монстра»                         | Номінація                   | [ 2 ]                       |
| Премія «Гойя»                    | 4 лютого 2017               | Найкращий режисер                            | Хуан Антоніо Байона                     | Перемога                    | [ 2 ]                       |
| Премія «Гойя»                    | 4 лютого 2017               | Найкраща акторка другого плану               | Сігурні Вівер                           | Номінація                   | [ 2 ]                       |
| Премія «Гойя»                    | 4 лютого 2017               | Найкращий адаптований сценарій               | Патрік Несс                             | Номінація                   | [ 2 ]                       |
| Премія «Гойя»                    | 4 лютого 2017               | Найкраща музика                              | Фернандо Веласкес                       | Перемога                    | [ 2 ]                       |
| Премія «Гойя»                    | 4 лютого 2017               | Найкращий оператор                           | Оскар Фаура                             | Перемога                    | [ 2 ]                       |
| Премія «Гойя»                    | 4 лютого 2017               | Найкращий монтаж                             | Хауме Марті, Бернат Вілаплана           | Перемога                    | [ 2 ]                       |
| Премія «Гойя»                    | 4 лютого 2017               | Найкращий керівник виробництва               | Сандра Ерміда Муніз                     | Перемога                    | [ 2 ]                       |
| Премія «Гойя»                    | 4 лютого 2017               | Найкращий артдиректор                        | Еухеніо Кабальєро                       | Перемога                    | [ 2 ]                       |
| Премія «Гойя»                    | 4 лютого 2017               | Найкращий грим та зачіски                    | Марез Ланган, Давид Марті               | Перемога                    | [ 2 ]                       |
| Премія «Гойя»                    | 4 лютого 2017               | Найкращий звук                               | Пітер Глоссоп, Марк Ортс, Оріол Тарраго | Перемога                    | [ 2 ]                       |
| Премія «Гойя»                    | 4 лютого 2017               | Найкращі спецефекти                          | Фелікс Бергес, Пау Коста                | Перемога                    | [ 2 ]                       |
| Премія «Срібні кадри»            | 2017                        | Премія глядачів - Найкращий іспанський фільм | «Голос монстра»                         | Перемога                    |                             |
| Премія Європейської кіноакадемії | 9 грудня 2017               | Найкращий звукооператор                      | Оріол Тарраго                           | Перемога                    | [ 3 ]                       |
| Премія Європейської кіноакадемії | 9 грудня 2017               | Приз глядацьких симпатій                     | «Голос монстра»                         | Номінація                   | [ 4 ]                       |